# Erica tetrathecoides
Erica tetrathecoides är en ljungväxtart som beskrevs av George Bentham. Erica tetrathecoides ingår i släktet klockljungssläktet, och familjen ljungväxter. Inga underarter finns listade i Catalogue of Life.